# Rückkehr ans Meer
Rückkehr ans Meer (Original: Le Refuge) ist ein französisches Filmdrama von Regisseur François Ozon mit Isabelle Carré und Louis-Ronan Choisy aus dem Jahr 2009. Im letzten Teil seiner „Trilogie über die Trauer“ (Unter dem Sand, 2000; Die Zeit die bleibt, 2005) inszeniert Ozon die Schwangerschaft der Hauptfigur als ein Zeichen gegen den Tod. In Deutschland erschien der Film im Arsenal Filmverleih.

## Handlung
In einer Wohnung in Paris lebt das drogenabhängige Paar Mousse und Louis im Rhythmus der Drogenlieferungen. Als Mousse aus dem Koma erwacht, erfährt sie, dass Louis durch eine Überdosis gestorben ist und dass sie von ihm im zweiten Monat schwanger ist. Auf der Trauerfeier für Louis gibt dessen Mutter Mousse klar zu verstehen, dass das ungeborene Kind von der großbürgerlichen Familie nicht gewünscht ist.
Der Großteil von Rückkehr ans Meer spielt im Sommer in Guéthary an der baskischen Atlantikküste. Hierher hat sich Mousse in ein Ferienhaus zurückgezogen, um das Kind in Ruhe auszutragen. An diesem Zufluchtsort beherbergt sie ohne Begeisterung für einige Tage Louis’ Bruder Paul. In der Begegnung mit dem homosexuellen Paul lässt uns Regisseur Ozon die langsame Wandlung seiner Hauptfigur Mousse spüren. Mousse wird Louis’ Kind zur Welt bringen und es bezeichnenderweise Louise nennen. Paul adoptiert später das Kind. Eine Liebesnacht mit Mousse macht Paul auch symbolisch zum legitimen Ersatzvater des Kindes.

## Hintergrund
Melvil Poupaud stirbt in der Rolle des Louis bereits nach knapp 15 Filmminuten. Während der Dreharbeiten war Isabelle Carré im sechsten Monat schwanger. Sie spielt Schwangerschaft nicht, sondern erlebt sie selbst. Ozon gibt dem schwangeren Körper seiner Aktrice eine zentrale Präsenz auf der Leinwand und setzt diese besondere Ausstrahlung der werdenden Mutter in vielen sonnendurchfluteten Nahaufnahmen ihres runden Bauches und ihres ungeschminkten Gesichts in Szene.
Erneut bemüht Ozon das Meer mit seiner Vergänglichkeitsmetaphorik als Szenerie der Trauerarbeit und Selbstfindung. Ansonsten nimmt er seinen Stil ganz zurück. Vereinzelt, fast minimalistisch verwendet Ozon Musik, und seine Bilder vom baskischen Strand wirken geradezu puristisch.

## Kritik
Ulrich Kriest meinte im film-dienst, der Film steuere „recht geradlinig auf eine Pointe zu, die noch immer traditionelle gesellschaftliche Normen in Frage stellt. Mousse hat das Kind zwar ausgetragen, muss aber feststellen, dass sie die eigentlich stets unterstellte emotionale Beziehung zwischen Mutter und Kind nicht aufbauen konnte. Jemand anderem scheint das mühelos möglich. Mousse kann das sehen – und geht ihrer Wege.“
Almut Steinlein schrieb auf critic.de: „Francois Ozon gibt dem schwangeren Körper seiner Aktrice eine zentrale Präsenz auf der Leinwand und rückt diese besondere Ausstrahlung werdender Mütter in vielen sonnendurchfluteten Nahaufnahmen ihres runden Bauches und ihres ungeschminkten Gesichts in Szene. Der faszinierte Kamerablick auf die Sinnlichkeit und das Mysterium der Schwangerschaft umgibt Mousse mit einer geradezu heiligen Aura. Zu guter Letzt scheint sie und nicht das Haus am Meer das titelgebende Refugium zu sein, das dem Tode trotzt und neues Leben spendet.“
In der Berliner Zeitung attestierte Christina Bylow Ozon, dass er erneut eine innerfamiliäre Einsamkeit „beklemmend ins Bild“ gesetzt habe. Zugleich gebe es aber etwas „Tröstliches“, da sich in der „Kältezone“ ein „Interims-Liebespaar“ finde.

## Auszeichnungen
Der Film gewann 2009 beim Festival Internacional de Cine de Donostia-San Sebastián den Großen Preis der Jury.